# Warren Casey
Warren Peter Casey (New York, 20 aprile 1935 – Chicago, 8 novembre 1988) è stato un compositore, paroliere, librettista e attore statunitense.

## Biografia
Warren Casey nacque a New York, figlio di Peter L. Casey e Signe Ginman. Dopo la laurea alla Syracuse University nel 1957, negli anni sessanta conobbe Jim Jacobs mentre entrambi lavoravano come attori nei teatri di Chicago. Il duo si mise a scrivere un musical sugli adolescenti nella Chicago degli anni 50 e il risultato dei loro sforzi, il musical Grease, debuttò proprio a Chicago nel 1971. Grease ottenne da subito un grande successo, tanto da essere riproposto a Broadway nel 1972, a Londra nel 1973 ed essere portato in scena in oltre venti Paesi al mondo; in Italia il musical è stato portato in scena regolarmente a partire dal debutto nel 1997. La reputazione e il successo internazionale di Grease fu ulteriormente consolidato dall'omonimo adattamento cinematografico con Olivia Newton-John e John Travolta. Grease valse inoltre a Casey e Jacobs una candidatura al prestigioso Tony Award al miglior libretto di un musical.
Dopo il trionfo di Grease, Casey non riuscì mai a replicare lo stesso successo, pur essendo tornato a collaborare con Jacobs nel musical Island of Lost Coeds. Rimase comunque attivo sulle scene di Chicago, recitando nella prima del dramma di David Mamet Sexual Perversity in Chicago (1974), scrivendo il dramma Mudgett (1976), componendo la musica per un allestimento de La dodicesima notte ed unendosi alla tournée statunitense del musical di Andrew Lloyd Webber Cats.
Dichiaratamente omosessuale, Casey morì di AIDS a Chicago all'età di cinquantatré anni. Al momento della morte il suo compagno era Burt Cohen.

## Filmografia

### Compositore
- Grease - Brillantina (Grease), regia di Randal Kleiser (1978)